# Tibi (film)
Tibi este un film românesc din 2015 regizat de Dan Iliuță. Rolurile principale au fost interpretate de actorii Vlad Galer, Cezara Munteanu.

## Distribuție
Distribuția filmului este alcătuită din:
- Victor Țăpeanu — Victor
- Ana Radu — Emilia tânără
- Raluca Mihai — Emilia
- Anca Dobre — Camelia
- Daniel Rizea — Chelner 2
- Cezara Munteanu — Ioana
- Vlad Galer — Tiberiu Dinescu
- Maria Barcan — Bătrâna din parc
- Vlad Stavarache — Lounge staff
- Ghighi Eftimie — Dragoș
- Andrei Radu — Horia Mateescu
- Cristi Drăgan — Chelner 1